# Anselme Payen
Anselme Payen  (París, 6 de enero de 1795 - 12 de mayo de 1871), fue un químico, físico y matemático francés.
Lo introdujo a la profesión de químico su padre en la producción de sal de amoníaco y refresco artificial y a los 13 años, continúa este aprendizaje con los mejores químicos como son Louis-Nicolas Vauquelin, Louis Jacques Thénard y Michel Eugène Chevreul, en la École polytechnique de París.
A los 20 años pasó a ser gerente de una refinadora de bórax, en donde desarrolló un proceso para sintetizar el bórax de la soda y del ácido bórico, y descubrió nuevos procesos para refinar el azúcar, una manera de extraer el almidón y el alcohol de las patatas, y además un método para la determinación del nitrógeno.
Payen llegó a ser especialmente famoso por el descubrimiento de la primera enzima, y también por sus trabajos sobre la celulosa y el papel.
En 1833 Payen junto con Jean-François Persoz aísla en una malta una sustancia que cataliza la transformación del almidón en glucosa (amilasa). Designó esta sustancia "diástasa", desde el griego 'separado', teniendo en cuenta que separa los bloques del almidón en unidades individuales de la glucosa. Esta es la primera enzima, compuesto que presenta las propiedades de un catalizador orgánico. Ahora se utilizará el sufijo - asa de diastasa para designar las distintas enzimas.
En 1835, Payen abandonó sus negocios para tomar las funciones de profesor de química industrial y agrícola en la Escuela Central de Artes y manufacturas, donde se incorporó como adjunto en 1829 y se dedicó el resto de su vida a la investigación básica y también fue nombrado profesor en el Conservatoire National des Arts et Métiers en 1839 y miembro del Consejo de higiene y seguridad pública de París en 1842.
Dio su nombre a un premio anual de la sociedad americana de química (American Chemical Society, ACS): el Premio Anselme Payen.

## Publicaciones
- Traité élémentaire des réactifs
- Mémoire sur le houblon
- Traité de la fabrication de diverses sortes de bières, 1822-1829
- avec Alphonse Chevallier, Traité de la pomme de terre, sa culture, ses divers emplois, Paris: Thomine, 1826, in-8°, VIII-160 p. Texte en ligne sur Wikisource
- Notice sur les moyens d’utiliser toutes les parties des animaux morts dans les campagnes [mémoire couronné par la Société royale et centrale d’Agriculture dans sa séance publique du 18 avril 1830], Paris: Impr. de Mme Huzard, 1830, in-8°, 136 p.
- Théorie des engrais et leurs applications spéciales dans l’agriculture, 1835, in-8° (insérée dans les Annales de l’agriculture française, 1835.
- Manuel du cours de chimie organique appliquée aux arts industriels et agricoles, 1841-1843
- Traité de la distillation des principales substances qui peuvent fournir de l'alcool